# Соколянська сільська рада (Буський район)
| Соколянська сільська рада — орган місцевого самоврядування у Буському районі Львівської області з адміністративним центром у с. Соколя. Історична дата утворення: 17 вересня 1939 року. Водоймища на території, підпорядкованій даній раді: річка Західний Буг. Сільській раді підпорядковані населені пункти: - с. Соколя - с. Будиголош - с. Волиця-Деревлянська - с. Грабова - с. Забрід - с. Маращанка |

## Склад ради
Рада складається з 16 депутатів та голови.

### Керівний склад ради
| ПІБ                         | Основні відомості                                            | Дата обрання | Дата звільнення |
| --------------------------- | ------------------------------------------------------------ | ------------ | --------------- |
| Прокуда Віра Миколаївна     | Сільський голова, 1966 року народження, освіта, позапартійна | 26.03.2006   | 31.10.2010      |
| Поцалуйко Михайло Євгенович | Сільський голова, 1964 року народження, освіта, безпартійний | 31.10.2010   |                 |

Примітка: таблиця складена за даними джерела